# Tumore endometriale
Per  tumore endometriale in campo medico, si intende una forma di neoplasia (tumore) dell'endometrio (il rivestimento dell'utero).
Esso è il risultato della crescita anormale delle cellule che acquisiscono, in seguito ad una mutazione, la capacità di invadere e diffondersi in altre parti del corpo. Il più delle volte, il primo segno di tale condizione è un sanguinamento dalla vagina non correlato al ciclo mestruale. Altri sintomi includono dolore durante la minzione o nel rapporto sessuale o dolore pelvico. Questo tipo di tumore si verifica più comunemente dopo la menopausa.
Circa il 40% dei casi sono legati all'obesità ma è anche associato con l'eccessiva esposizione agli estrogeni, all'ipertensione e al diabete. Tra il due e il cinque per cento dei casi sono invece relativi ai geni ereditati dai genitori della donna. La tipologia più frequente di tumore endometriale è il carcinoma, che rappresenta oltre l'80% dei casi. La diagnosi viene comunemente fatta mediante biopsia o tramite il prelievo di campioni nel corso di una procedura nota come revisione di cavità uterina. Un pap test non è in genere sufficiente. Non è previsto uno screening regolare per coloro che presentano un normale rischio.
La scelta più comune per il trattamento del tumore endometriale è l'isterectomia addominale (la rimozione totale dell'utero tramite un intervento chirurgico), insieme con la rimozione delle tube di Falloppio e entrambe le ovaie, procedura chiamata ovariectomia bilaterale. Nei casi più avanzati, può essere necessario far ricorso alla radioterapia, alla chemioterapia o alla terapia ormonale. Se la malattia viene diagnosticata in una fase iniziale, la prognosi è generalmente positiva, e il tasso di sopravvivenza, registrato negli Stati Uniti, a cinque anni è superiore all'80%.
Nel 2012, i tumori endometriali si sono verificati in 320 000 donne e hanno causato 76 000 decessi. Ciò fa sì che sia la terza causa più comune di morte per tumori femminili, dietro al tumore ovarico e il tumore del collo dell'utero. È più comune nei paesi sviluppati ed è il tumore più comune dell'apparato riproduttivo femminile. Tra il 1980 e il 2010 si è assistito ad un aumento di casi, ciò è stato spiegato con la crescita dell'età media nella popolazione e dell'aumento dell'obesità.

## Classificazione
Il più comune istotipo è rappresentato dall'adenocarcinoma endometriale (70% dei casi circa); altri istotipi meno frequenti sono carcinoma sieroso-papillifero uterino e l'adenocarcinoma uterino a cellule chiare.

## Epidemiologia
Nel 2014, circa 320 000 donne in tutto il mondo hanno avuto una diagnosi di tumore endometriale 76 000 sono decedute per questo, ciò lo ha reso il sesto tumore più comune nel genere femminile. Si registra più frequentemente nei paesi sviluppati, dove il rischio è stimato dell'1,6% rispetto allo 0,6% dei paesi in via di sviluppo.
Negli Stati Uniti è il tumore dell'apparato genitale femminile più frequentemente riscontrato e rappresenta il 6% dei casi di tutti i casi di tumore nelle donne. Il Nord Europa, l'Est Europa e il Nord America hanno i più alti tassi di tumore dell'endometrio, mentre Africa e Asia occidentale i più bassi. A differenza di molti tumori, il numero di nuovi casi è aumentato negli ultimi anni, tra cui un aumento di oltre il 40% fatto registrare nel Regno Unito tra il 1993 e il 2013. Si ritiene che questo aumento possa essere dovuto all'aumento dell'obesità nei paesi sviluppati, all'aumento dell'aspettativa di vita e dai tassi di natalità più bassi. Ogni anno nel Regno Unito vengono diagnosticati circa 7 400 casi sono diagnosticati ogni anno mentre nell'Unione europea circa 88 000
Il tumore endometriale compare più frequentemente durante la perimenopausa e la menopausa, ad una età compresa tra i 50 ei 65 anni. Complessivamente il 75% dei casi si verificano dopo la menopausa. Le donne di età inferiore ai 40 anni costituiscono solo il 5% dei casi e tra il 10% e il 15% sono quelli al di sotto dei 50 anni di età. Questa fascia di età è allo stesso tempo a rischio di sviluppare il cancro ovarico. a livello mondiale l'età media al momento della diagnosi è di 63 anni.

## Segni e sintomi
Un sanguinamento vaginale nelle donne dopo la menopausa si verifica nel 90% dei casi di tumore dell'endometrio. Il sanguinamento è particolarmente comune nell'adenocarcinoma e si verifica in due terzi dei casi. Cicli mestruali anormali o estremamente lunghi, dolorosi, o frequenti episodi di sanguinamento nelle donne prima della menopausa e non connessi con il ciclo mestruale (metrorragia) possono anch'essi rappresentare un segno di tumore dell'endometrio.
I sintomi diversi da emorragia non sono frequenti, come perdite vaginali bianche o chiare nelle donne in postmenopausa. Uno stadio di malattia più avanzato può mostrare segni e sintomi più rilevanti ad una visita medica: l'utero può allargarsi e il tumore può diffondersi, causando dolore all'addome inferiore o crampi nella regione pelvica. Dispareunia (rapporto sessuale doloroso) o disuria (minzione dolorosa o difficile) sono segni meno comuni ma possibili del tumore dell'endometrio. L'utero può anche riempirsi di pus (piometra). Solo il 10%-15% delle donne con questi sintomi meno comuni (perdite vaginali, dolore pelvico e pus), ha effettivamente un tumore.

## Fattori di rischio
Costituiscono fattori di rischio l'elevato peso, il diabete, in stato correlato alla menopausa e il fumo, mentre alcuni studi suggeriscono che l'assunzione di caffè ne diminuisce il rischio.
La presenza di una neoplasia intraepiteliale endometriale, un peculiare tipo di metaplasia dell'endometrio, viene universalmente riconosciuta come anticipatoria dell'insorgenza di adenocarcinoma endometriale.

## Tipologia
Viene suddiviso in quattro categorie:
- Adenocarcinoma endometriale, compare maggiormente nelle donne obese
- Adenocarcinoma sieroso papillare e adenocarcinoma a cellule chiare (le forme più aggressive)
- Carcinoma mucinoso, carcinoma spinocellulare, carcinoma misto e carcinoma indifferenziato (le forme più rare)
- Carcinoma dell'endometrio eredofamiliare (che mostrano caratterei ereditari, di recente scoperta)[21]

## Sintomatologia
Si riscontra sanguinamento (vere emorragie in alcuni casi), e disfunzione dell'endometrio come l'iperplasia e l'atrofia. Si riscontra anche nella sindrome carcinoma colo-rettale non poliposico ereditario (HNPCC)

## Esami
Per una corretta diagnosi si utilizzano diversi esami clinici:
- Le metotiche radiologiche includono l'ecotomografia con sonda transvaginale per lo studio locale, mentre la tomografia computerizzata e l'imaging a risonanza magnetica sono utilizzabili anche per la ricerca di localizzazioni a distanza.
- Citologia
- Revisione di cavità uterina
- Isteroscopia

## Stadiazione
Nel corso degli ultimi decenni si sono avute diverse classificazioni di tale tipologia di carcinoma.
L'attuale classificazione prevede:
- Stadio Ia, se la massa tumorale è limitata alla metà interna del miometrio[23]
- Stadio Ib, se invade il miometrio oltre il terzo interno
- Stadio II, se la neoplasia si estende nello stroma della cervice
- Stadio IIIa, se la neoplasia si estende alla sierosa uterina, alle tube o alle ovaie
- Stadio IIIb, se la neoplasia infiltra i tessuti intorno all'utero (parametri) o la vagina
- Stadio IIIc con interessamento di linfonodi pelvici (IIIc1) o paraortici (IIIc2)
- Stadio IVa con interessamento della mucosa della vescica o del retto
- Stadio IVb con metastasi a distanza

Stadio IA e IB
Stadio II
Stadio III
Stadio IV

## Terapia
Il trattamento sovente è chirurgico, in alternativa si utilizza la radioterapia, la chemioterapia (poco utilizzata in questa forma neoplastica perché trattabile con altri mezzi che vengono preferiti) e la somministrazione di determinati farmaci.

### Trattamento farmacologico
Si somministrano progestinici, molto utilizzati in passato, donano alla persona diversi benefici. Si utilizzano anche farmaci antiestrogeni.

### Trattamento chirurgico

Una isterectomia in laparoscopia, un possibile intervento chirurgico per curare il tumore endometriale.

Il trattamento primario è l'intervento chirurgico; circa il 90% delle donne con tumore endometriale vengono trattate con la chirurgia. L'operazione consiste tipicamente nell'isterectomia compresa un salpingo-ovariectomia bilaterale, ovvero la rimozione dell'utero, di entrambe le ovaie e delle tube di Falloppio. Una linfoadenectomia o rimozione dei linfonodi pelvici e para-aortici viene eseguita per i tumori di grado istologico II o superiore. 
Nei tumori allo stadio III e IV, la chirurgia citoriduttiva è la pratica di norma, mentre una biopsia dell'omento può anche essere effettuata.[49] Nel caso di malattia allo IV stadio, dove vi sono metastasi a distanza, la chirurgia può essere usata come parte della terapia palliativa. La laparotomia, una procedura chirurgica a cielo aperto, è la tecnica tradizionale; tuttavia, il ricorso alla laparoscopia (una chirurgia mininvasiva) è associata ad una minore morbilità operatoria. Le due procedure non presentano alcuna differenze per quanto concerne la sopravvivenza globale. La rimozione dell'utero attraverso l'addome è consigliata rispetto asportazione dell'utero per via vaginale poiché offre l'opportunità di esaminare la cavità addominale allo scopo di rilevare eventuali ulteriori focolai neoplastici.
Le poche controindicazioni all'esecuzione di un intervento chirurgico comprendono un tumore inoperabile, un grave stato di obesità, una condizione clinica particolarmente ad alto rischio o il desiderio di preservare la fertilità. Tali eventi si riscontrano in circa il 5-10% dei casi. Le donne che desiderano preservare la loro fertilità e hanno un tumore di basso grado, possono essere trattate con progestinici, con o senza una terapia concomitante con tamoxifene. Questa terapia può essere continuata fino a quando il tumore non risponde al trattamento o finché non avviene la gravidanza. La perforazione uterina può verificarsi durante la revisione di cavità uterina o con una biopsia endometriale. Gli effetti collaterali della chirurgia possono specificatamente includere una disfunzione sessuale, temporanea incontinenza e linfedema e stipsi.

## Prognosi
La prognosi è buona (sopravvivenza 80% a 5 anni), anche in caso di recidive (nella fattispecie più grave la sopravvivenza si riduce al 30%).